# Ponte de ferro sobre o rio das Antas
A ponte de ferro sobre o rio das Antas era uma histórica ponte de estrutura metálica localizada entre os municípios brasileiros de Farroupilha e Nova Roma do Sul, no Rio Grande do Sul. Cruzava o rio das Antas.
No dia 4 de setembro de 2023, a ponte foi destruída pela correnteza, após fortes chuvas que atingiram o estado.